# Albert Klaus
Albert Klaus (* 20. Juli 1902 in Neubrandenburg; † 13. Januar 1983 in Görlitz) war ein deutscher Schriftsteller und Kinderbuchautor, der vor allem durch seinen sozialkritischen Roman Die Hungernden bekannt ist.

## Leben
Über das Leben des Autors ist nur wenig bekannt. Albert Klaus wurde in Neubrandenburg als Sohn des Schuhmachers Albert Klauß (sic!) geboren. Höchstwahrscheinlich hatten die Eltern die Stadt mit unbekanntem Ziel schon verlassen, als Sohn Albert in die Schule kam. 1915 lebte die Familie nicht mehr in Neubrandenburg.
Vor 1933 arbeitete er in einer Fabrik für Feuerlöschgeräte. Daneben war er als Expedient und als Reisender tätig. Nach dem Zweiten Weltkrieg arbeitete Klaus als Bibliothekar sowie Leiter eines Kulturhauses in Görlitz.
Albert Klaus ist nicht identisch mit dem Mundartdichter gleichen Namens (1872–1945) aus dem Harzer Vorland.

## Werk
1932 erschien mit dem sozialkritischen Roman Die Hungernden Klaus’ erstes und zugleich bekanntestes Werk. Ein Jahr später veröffentlichte Klaus mit Drei Freunde einen weiteren Roman. Für die Zeit des Nationalsozialismus sind keine weiteren Veröffentlichungen mehrnachweisbar. Nach dem Zweiten Weltkrieg beschränkte sich Klaus’ schriftstellerische Tätigkeit auf Kinderbücher, für die er vor allem Tierfabeln und Märchen schrieb. Die meisten Manuskripte fanden jedoch in der DDR keinen Verleger, da die „Tiergeschichten nach Auffassung der Literaturplaner nichts mit sozialistischer Gegenwartsliteratur zu tun“ hatten. Auch der gesellschaftskritische Romane Werner und der Flaschenteufel über den Alkoholmissbrauch Jugendlicher wurde vom Gebrüder Knabe Verlag abgelehnt. Die letzte Publikation Klaus’ wurde 1971 die „Marder-, Fuchs- und Dachsgeschichte“ Unter dunklen Tannen.

### Die Hungernden
Bekanntheit erreichte Klaus als Schriftsteller vor allem durch seinen gesellschafts- und sozialkritischen Roman Die Hungernden. Dieses im Untertitel als „Arbeitslosenroman“ bezeichnete Werk wurde 1932 in der sozialdemokratischen Buchgemeinschaft Der Bücherkreis veröffentlicht. Jan Tschichold gestaltete dafür den Einband und die Typographie.
In diesem Roman zeichnet Klaus in zwei Handlungssträngen das Schicksal eines Tischlers und eines Angestellten nach, die sich beide sowohl Erwerbslosigkeit als auch Verelendung ausgesetzt sehen. Klaus gibt keine konkreten Jahreszahlen oder historischen Ereignisse zur zeitlichen Orientierung der Romanhandlung, sodass sich diese lediglich in die letzten Krisenjahre der Weimarer Republik einordnen lässt. Die Schuld am sozialen Elend wird im Roman bei der Regierung sowie den Unternehmern gesehen. Zwar sehen die Protagonisten den Weg aus dem Elend in politischer Partizipation in einer Partei, die ihre Interessen vertritt, jedoch wird der Name der Partei trotz der deutlichen Proletarisierung nicht explizit genannt. Auch der zu dieser Zeit erstarkende Nationalsozialismus und die Auseinandersetzung zwischen Sozialistin und Nationalsozialisten werden in der Romanhandlung nicht erwähnt. Die Germanistin Helena Szépe beurteilt die Kernaussagen des Romans daher als „linke Melancholie“ Christa Jordan kritisiert zudem in ihrer Dissertationsschrift Klaus’ bisweilen unangemessene Verwendung von Vokabular und Grammatik, die sie als Defizit des Werkes sieht, und spricht sich damit gegen Jürgen C. Thömings Bewertung aus, der bei Klaus eine Berücksichtigung von Sprache und Sprachkompetenz bei Rollengestaltung hervorhebt.

## Werke
- Die Hungernden. Ein Arbeitslosenroman. 1932.
- Drei Freunde. 1933.
- Der lustige Hannemax. 1958.
- Minka und die Milch. 1958.
- Kleine Vagabunden. 1958.
- Jitji. Die Geschichte eines Wiesels. 1971.
- Unter dunklen Tannen. Eine Marder-, Fuchs- und Dachsgeschichte. 1974.